# Café médias plus
Café médias plus est un club presse, béninois crée en mars 2014, qui permet aux professionnels des médias, de se retrouver chaque vendredi de la semaine, pour discuter des sujets liés à la vie des médias et à la vie sociopolitique et culturelle du Bénin.

## Description
C'est un creuset de rencontres, d’échanges et de formation pour les professionnels des médias du Bénin. Il permet aussi à d’autres cibles dont entre autres les entreprises, les institutions, les ambassades et les collectivités qui partagent leurs connaissances en se frottant  aux questions de la presse. Ces rencontres permettent aux professionnels des médias d’approfondir leur connaissance sur des sujets variés,. 
Le vendredi 31 août 2018, le 200e numéro de cette rencontre hebdomadaire qui coïncide avec la commémoration de ses 4 ans d'existence est célébré.

## Localisation
Les causeries ont lieu tous les vendredis à la Maison des médias Thomas Mègnassan Carré n° 1248 Quartier Gbèdjromèdé II, 6ème Arrondissement de Cotonou. Il arrive que les rencontres soient également délocalisées à l’intérieur du pays.

## Objectifs
Café médias plus poursuit plusieurs objectifs dont les trois principaux sont :
- Permettre aux professionnels des médias d’approfondir leur connaissance sur des thématiques variées pour alimenter les médias au Bénin d’information crédible.
- Permettre aux professionnels des médias d’enrichir leur carnet d’adresses, en rencontrant des personnalités et spécialistes de types variés pour un traitement objectif de l’information.
- Donner plus de visibilité à la Maison des médias, grâce à cette rencontre hebdomadaire des professionnels des médias.